# Културна хегемонија
У марксистичкој филозофији, културна хегемонија (или културна доминација) је доминација над културолошко различитим друштвом од стране владајуће класе која манипулише културом тог друштва - уверењима и њиховим објашњењима, опажањима, системима вредности и обичајима, тако да поглед на свет владајуће класе постане прихваћена културна норма. Као универзална доминантна идеологија, владајућа класа погрешно представља себе и свој светоназор као друштвени, политички и економски , и објашњава како природни, неизбежни и видљиви друштвени услови погодују свакој друштвеној класи, а не да су само вештачки друштвени конструкт који одговара само владајућој класи.
У филозофији и социологији, и буквално значење као и конотација појма културна хегемонија потичу од старогрчке речи hegemonia (ἡγεμονία) која означава вођство и режим хегемона. У политичким наукама, хегемонија је геополитичка доминација коју спроводи царство, хегемон (водећа држава) која влада над другим државама царства, не директним претњама (војном агресијом, окупацијом или територијалним анексијама), већ помоћу претњи потенцијалним интервенцијама као имплицитним средствима друштвене и политичке моћи.

## Позадина

### Историјска позадина
Карл Маркс је 1848. године изјавио да ће економске кризе и практичне противречности капиталистичке економије потакнути радничку класу у револуцију, рушење капитализма, као и преобликовање друштвених установа (економских, политичких и друштвених) према разумним моделима социјализма, и тиме започети прелаз у комунистичко друштво. Дакле, дијалектичке промене у функционисању економије једног друштва одређују његове (политичке и културолошке) друштвене поставке.
У ту сврху је Антонио Грамши предложио стратешку разлику између политике која је везана за позициони рат и експериментални рат. Позициони рат је интелектуална и културна борба у којој анти-капиталистички револуционар ствара пролетерску културу која се супроставља културној доминацији буржоазије. Пролетерска култура повећава класну свест, подучава револуционарну теорију и историјску анализу, и тако даље развија револуционарно организовање међу друштвеним класама. После победе у позиционом рату, револуционари би имали потребну политичку моћ и подршку јавности за револуционарни социјализам кроз реализацију експерименталног рата.

### Политичка економија
Као марксистичка филозофија, културна хегемонија анализира задатке економске класе унутар базе и надградње, из чега Грамши развија задатке друштвене класе унутар друштвених структура које су створиле и које одржавају културну доминацију. У пракси империјализма и колонијализма, културна хегемонија се дешава када радничке и сељачке класе верују и прихватају да владајуће структуре друштва (доминантна идеологија наметнута од стране владајуће класе) реално описују природни поредак у друштву.
У позиционом рату, интелигенција радничке класе политички образује радничку класу да постане свесна да тренутно заступљене културне норме нису ни природне, ни неизбежне, као и да препознају да друштвена структура буржоаске културе делује као инструмент социо-економске доминације, нпр. институције (држава, црква и друштвени слојеви), култура (обичаји и традиција) и уверења (религије и идеологије), итд. Да би остварили сопствену културу радничке класе, радници и сељаци морају преко својих интелектуалаца да изврше потребне анализе своје културе и националне историје како би пролетеријат превазишао свој стари начин размишљања поретка ствари у друштву под културном хегемонијом империјалних сила.

### Друштвена доминација
Грамши је рекао да би културолошке и историјске анализе „природног поретка ствари у друштву“ успостављене доминантном идеологијом могле да омогуће свим разумним мушкарцима и женама да интелектуално сагледају друштвене структуре буржоаске културне доминације. У свакој сфери живота (приватној и јавној), здрав разум је нешто са чиме се људи носе и објашњавају свој свакодневни живот унутар свог друштвеног слоја који је унутар ширег друштвеног поретка; међутим, ограничења здравог разума спречавају право разумевање о искоришћавању радника које омогућава културна хегемонија. С обзиром на потешкоће у анализирању status quo-а хијерархије у буржоаској култури (друштвене и економске класе), већина људи се бави својим приватним проблемима и не преиспитује фундаменталне изворе своје друштвено-економске, индивидуалне и колективне, обесправљености.

## Интелигенција
Да би схватили културну хегемонију владајуће класе и борили се против ње, радничка и сељачка класа зависе од моралног и политичког вођства свог урођеног интелекта, учењака, академика и наставника, научника, филозофа, администратора итд. из њихових специфичних друштвених класа; по томе Грамши политички разликује интелектуалце буржоазије од интелектуалаца радничке класе, мушкараца и жена који су заговорници и противници културног status quo-а.
 Будући да ове различите категорије традиционалних интелектуалаца, кроз espririt de corps доживљавају свој непрекинути историјски континуитет и своје посебне квалификације, они се зато истичу као аутономни и независни од ове доминантне друштвене скупине. Ова само-процена није без последица у идеолошком и политичком смислу - последица широког опсега. Целокупна идеалистичка филозофија лако се може повезати са овом позицијом, коју заузима друштвени комплекс интелектуалаца, и може се дефинисати као израз те друштвене утопије према којој интелектуалци мисле о себи као о „независним“, аутономним, остварени властитим карактером, итд.— Избори из затворских бележница Антонија Грамшија (1971.), стр 7-8.
 Књижевници, филозофи и уметници нам дају традиционалне и непристојне типове интелектуалаца. Стога и новинари, који за себе кажу да су књижевници, филозофи, уметници, себе сматрају „правим“ интелектуалцима. У модерном свету техничко образовање, уско везано за индустријске раднике, чак и у најпримитивнијим и неквалификованом условима производи нове типове интелектуалаца... Постојање нових интелектуалаца не може се више базирати на речитости, који је спољни и тренутни покретач осећаја и страсти, већ у активном учествовању у практичном животу, као градитељ и организатор, као „константни убеђивач“, а не само приповедач.— Избори из затворских бележница Антонија Грамшија (1971.), стр 9-10.

## После Грамшија

### Немачки студентски покрет
Руди Дучке, вођа немачког студентског покрета је 1967. године применио Грамшијеве анализе културне хегемоније на политику и друштво Западне Немачке користећи израз „дуги марш кроз институције“ да би описао идеолошки посао који је потребан за реализацију покрета. Ово је асоцијација на Дуги марш (1934.-1935.) Кинеске народно-ослободилачке војске која указује на велики посао који је учинила радничка интелигенција да би произвела популарну културу радничке класе која ће заменити доминантну идеологију наметнуту културном доминацијом буржоазије.

### Државни идеолошки апарати
У „Идеологији и идеолошким државним апаратима“ (1970.), Луј Алтисер описује комплексне друштвене односе међу различитим органима државе, који преносе и шире  доминантну идеологију међу становништвом државе. Идеолошки државни апарати (ISA) су места идеолошких сукоба између друштвених класа; насупрот силама војске и полиције као репресивног државног апарата (RSA), ISA постоји као већина унутар самог друштва.
Упркос томе што владајућа класа контролише RSA, идеолошки апарати државе су места где долази до класне борбе (као и њен циљ да буду освојени), јер ISA нису јединствена друштвена језгра и прожимају се кроз цело друштво. Као места и јавне и приватне континуалне класне борбе, идеолошки апарати државе су преосетљиве зоне јер се састоје од елемената доминантних идеологија из претходних размишљања и због тога су места континуиране класне борбе од претходних режима производње, и отуд потреба за континуалном политичком активношћу у:
- религиозни ISA апарати (свештенство)
- образовни ISA апарати (јавни и приватни школски системи)
- породични ISA апарати (патријархална породица)
- правни ISA апарати (полиција, и правни, судски и казнени системи)
- политички ISA апарати (политичке партије)
- синдикатски ISA апарати
- апарати масовних медија (штампа, радио, телевизија, интернет, биоскоп)
- културни ISA апарати (књижевност, уметност, спорт, итд.)[14]

Парламентарне структуре државе, помоћу којих изабрани политичари спроводе „вољу народа“, такође су идеолошки апарат државе јер дају контролу држави над становништвом које учествује у политичким странкама. И политички систем је сам по себи идеолошки апарат јер подразумева прихватање идеолошке фикције од стране грађана која одговара некој „одређеној“ стварности, да се саставни делови политичког система, као и принцип његовог функционисања, темеље на идеологији ‚слободе‘ и ‚једнакости‘ појединачних бирача и ‚слободног избора‘ представника народа, од стране појединаца који ‚чине‘ тај народ.